# Scientometrie
Scientometrie je vědecká nauka, jež studuje evoluci vědy pomocí kvantitativních indikátorů vědecké informace, jakými jsou například počet publikací v časopisech určitého druhu, počet citací jednotlivých článků či autorů, atd. V kontroverzním, zúženém a nevědeckém smyslu je scientometrie chápaná jako nástroj pro „objektivnější“ hodnocení vědecké výkonnosti jednotlivců či hodnocení „kvality“ vědeckého výzkumu jako celku.
Kromě klasických scientometrických metod se od roku 2010 prosazují také metody alternativní (např. altmetrika).

## Historie
Za zakladatele scientometrie je považován Eugene Garfield, který si v 50. letech 20. století při vytváření expertních systémů založených na indexovaných vědeckých informacích a citacích povšiml, že takto indexovaná data mohou sloužit ke sledování evoluce vědy samotné. Posléze pak stanul u základů jedné z nejrozsáhlejších scientometrických a citačních databází současnosti, ISI Web of Science. V současné době existuje celá řada obřích databází, které mohou sloužit jako zdroj scientometrických dat, např. ISI Web of Knowledge provozující Web of Science, Scopus, PubMed, v Česku částečně ASEP, RIV ad.

## Metody a kontroverze
V rámci scientometrie byla od té doby vyvinuta celá řada statistických nástrojů pro výpočet kvantitativních aspektů vědeckých publikací – např. různé typy indexů (citační ohlas, impakt faktor, Hirschův index, atp.) – které měří některé kvantitativní aspekty práce jednotlivců, týmů, vědeckých oborů či dokonce zemí (některé z indexů se též vztahují k ekonomickým ukazatelům). Sám Garfield ovšem důrazně varoval před užíváním scientometrických dat mimo jejich definiční oblast , zejména pak před záměnou kvantitativních údajů za kvalitativní. Žádný z indexů také není vhodný pro všechny obory vědecké činnosti a nevypovídá nutně o kvalitě vědecké práce. Věda je velmi složitě strukturovaná a je proto prakticky nemožné mechanicky porovnávat (i zdánlivě blízké) vědecké oblasti mezi sebou. Ještě obtížnější je pak porovnání a vážení různých typů vědeckých výsledků. Libovolné dané scientometrické hodnocení navíc zpětně silně deformuje přirozený systém a strukturu vědy, často nežádoucím způsobem. Dochází např. k nadprodukci krátkých a povrchních publikací s mnoha spoluautory, jsou znevýhodněny malé, vznikající a mezioborové oblasti mimo střední proud, atp. Historie vědy navíc jasně dokumentuje, že nečekané a kvalitativně nové objevy nelze mechanicky (scientometricky) předpovědět prakticky vůbec. Některé scientometrické indexy tak mohou být užitečnou pomůckou v rukou vědce či scientometrického experta, představují však vážné nebezpečí i snadné zneužití v administrativním prostředí při politicko-ekonomickém nátlaku.
Extrémní, kontroverzní a jinde nevyzkoušená forma ad hoc scientometrie, aplikované na vědu v ČR, byla v červnu 2009 schválena vládou ČR, což vyvolalo ostré protesty domácí i světové vědecké komunity.  Mechanické užití citační analýzy podrobila důkladné a z odborného hlediska zcela zdrcující kritice zpráva trojice mezinárodních organizací, Mezinárodní unie matematiků (IMU), Institutu matematické statistiky (IMS) a Mezinárodní rady pro průmyslovou a aplikovanou matematiku (ICIAM). Problematika tzv. impakt faktoru (IF), jeho historie i současné užívání, byla nejnověji (červen 2009) podrobena analýze ve specializovaném odborném časopisu Scientometrics. Tato práce kanadských badatelů ukazuje, že všechny stavební kameny IF byly a jsou konstruovány značně libovolně nebo k jiným účelům, než k jakým jsou užívány. Analýza dospívá k drtivému závěru, že výsledkem je chybná metoda, navíc široce otevřená manipulacím ze strany editorů časopisů a velmi náchylná ke zneužití dalšími nekritickými uživateli.